# Audrey Mestre
Audrey Mestre (Saint-Denis, 11 agosto 1974 – La Romana, 12 ottobre 2002) è stata un'apneista francese detentrice di diversi primati mondiali.

## Biografia
Ancora adolescente Audrey era già una subacquea esperta e si trasferì con la famiglia a Città del Messico dove studiò biologia marina all'università di La Paz. I suoi interessi accademici la portarono ad incontrare nel 1996 il grande esponente dell'apnea Francisco "Pipín" Ferreras, il quale diventerà suo marito tre anni dopo. Al fianco di Pipin, Audrey Mestre si avvicinò all'apnea agonistica diventando in breve tempo un'atleta di livello mondiale.
Nel 2000 scende a -125 metri stabilendo il primato femminile della specialità AIDA NLT (No Limit) , per poi scendere un anno dopo a -130 metri migliorandosi ulteriormente.
Nell'ottobre del 2002, sotto la supervisione di un team guidato dal marito, Audrey Mestre si prepara nel tentativo di battere il record mondiale di 160 metri di apnea NLT che Tanya Streeter aveva stabilito poche settimane prima, il 17 agosto 2002 (a quel tempo questo era il record ufficiale AIDA maschile e femminile, quest'ultimo ancora imbattuto fino ad oggi).
Il 4 ottobre scende a -166 metri. Otto giorni più tardi tenta la discesa a -171 metri, ma un problema al pallone di risalita le impedisce un corretto ritorno in superficie. La sua permanenza in acqua si prolunga fino a otto minuti e mezzo (in apnea) e a nulla valgono i tentativi estremi dei sub di soccorso e dello stesso Pipin. Audrey Mestre viene recuperata priva di sensi e dichiarata deceduta poco dopo in ospedale.. La salma è stata cremata e le sue ceneri sparse in mare 
Nel 2002, Audrey Mestre è stata inserita postuma nella Women Divers Hall of Fame
Molte accuse saranno mosse all'organizzazione del tentativo di discesa e in particolare a Pipin, ritenuto da alcuni colpevole di aver spinto la moglie verso limiti estremi. Le cause e circostanze della disgrazia non verranno comunque mai completamente chiarite.

## The Dive: A Story of Love and Obsession
La storia di Ferreras Pipin e Audrey Mestre, della loro vita insieme nell'amore per il mare sino al tragico evento, è raccontata nel libro The Dive: A Story of Love and Obsession (Nel blu profondo: una storia di amore e ossessione) scritto dallo stesso Pipin, in collaborazione con Linda Robertson edito da Mondadori nel 2005 che divenne un bestseller internazionale.

## The Last Attempt
Anche Carlos Serra, stretto collaboratore di Pipín Ferreras durante gli anni che precedettero l'incidente di Audrey, scrisse nel 2006 un libro intitolato The Last Attempt pubblicato da XLIBRIS nel 2007 (ISBN 1-4257-3839-7) disponibile solo in lingua inglese, nel quale raccontò la sua versione dei fatti completamente in disaccordo con quella di Pipín 

## The Dive
A gennaio del 2015 venne annunciato The Dive, un film sulla vicenda, diretto da Francis Lawrence e prodotto da James Cameron che acquisì i diritti del libro di Ferreras, nel quale l'attrice americana Jennifer Lawrence doveva interpretare Audrey.
. L'uscita era prevista per il 2017, ma le riprese non sono mai iniziate, sembra che James Cameron abbia rinunciato a causa dei pesanti sospetti di omicidio volontario nei confronti di Ferreras.

## Senza limiti
Senza limiti (Sous Emprise) è un film del 2022, diretto da David M. Rosenthal, ispirato alle tragiche vicende che videro la morte di Audrey Mestre. Il film è stato ampiamente criticato da Pipin, che sembra aver fatto causa per diffamazione a Netflix, che lo distribuisce sulla sua piattaforma dal 9 settembre 2022.. Singolare il fatto che venga espressamente indicato che il film si ispira ad una vicenda realmente esistita, mentre subito dopo compare la solita precisazione: "Ogni riferimento a fatti o persone è da ritenersi del tutto casuale".

## No Limits
No Limits è un film-documentario del 2013 prodotto dalla ESPN Films - Nine for IX (casa di produzione statunitense specializzata in film e documentari), scritto e diretto da Alison Ellwood (regista e produttrice australiana) che illustra lo sport estremo delle immersioni AIDA No Limit con un'intervista alla campionessa Tanya Streeter, la storia, fin dai primi anni di età, di Audrey Mestre e del marito Pipin Ferreras, il rapporto di coppia tra i due e la gestione dell'immersione fatale della moglie. Questo documentario è disponibile solamente in lingua inglese sulla piattaforma web YouTube., e in DVD (Edizione Stati Uniti).